# Gentian Lulani
Gentian Lulani też jako: Gentian (ur. 1 grudnia 1972 w Szkodrze) – albański artysta współczesny.

## Życiorys
W dzieciństwie pobierał lekcje rysunku u swojego wuja, malarza Ismaila Lulaniego. Po ukończeniu liceum artystycznego Prenk Jakova w Szkodrze podjął studia w Akademii Sztuk w Tiranie, a następnie kontynuował naukę w Akademii Sztuk Pięknych w Rzymie. W 2000 przeniósł się do Irlandii, by tam ukończyć studia z zakresu historii sztuki w Crawford College. W irlandzkim Corku uruchomił pracownię artystyczną i galerię sztuki. Specjalizuje się w portretach. Obrazy Lulaniego wystawiano w Wielkiej Brytanii, w Irlandii i w Austrii.

## Wystawy indywidualne
- 2006: National Portrait Gallery, Londyn
- 2006: Royal Academy of Arts, Londyn
- 2007: National Portrait Gallery, Glasgow
- 2011: Galeria Parlamentu Austrii, Wiedeń
- 2013: Royal Hibernian Academy, Dublin